# Carlos Atanes
Carlos Meroño Atanes, conegut artsticament com a Carlos Atanes (Barcelona, 8 de novembre de 1971) és un director de cinema i escriptor català.

## Biografia
El 1987, amb quinze anys, comença a rodar curtmetratges en vídeo de forma amateur. El 1988 es matricula en Imatge i So, i en finalitzar els seus estudis dirigeix El Meravellós Món de l'Ocell Cúcù (1991), en 35 mm (considerat un dels millors curtmetratges catalans dels anys 90) i una adaptació en vídeo de la poesia escènica de Joan Brossa (Els Peixos Argentats a la Peixera) en col·laboració amb Hermann Bonnín, i interpretada per alumnes de l'Institut del Teatre de Barcelona. El mateix Brossa va declarar en veure-la a l'estrena al Teatre Adrià Gual que Els Peixos havia estat la millor adaptació cinematogràfica que s'havia fet de la seva obra.
Poc després realitza una adaptació del famós conte de Franz Kafka La Metamorfosi (1993), i s'endinsa en el projecte de rodar el seu primer llargmetratge, Tríptico, en 16 mm. Aconsegueix rodar la pel·lícula, però els resultats no el satisfan i decideix no muntar-la. Després d'allò, durant uns quants anys, es dedica al vídeo experimental, als curtmetratges més o menys estrambòtics i al gènere documental.
El 2003 comença el rodatge de Perdurabo, un llargmetratge sobre la vida del controvertit ocultista anglès Aleister Crowley. Aconsegueix enllestir la primera part de la pel·lícula, de 40 minuts de durada, però atura la producció per a concentrar-se en FAQ: frequently asked questions (2004), una fantasia futurista d'inspiració orwelliana que va recórrer festivals de tot el món, i va despertar nombroses adhesions i antipaties. Produïda al marge de qualsevol ajut institucional, i finançada amb l'aportació econòmica d'uns pocs entusiastes, "FAQ" és un dels escassíssims llargmetratges espanyols de ciència-ficció, i probablement l'únic que pertany al gènere distòpic. "FAQ" guanya el premi a la Millor Pel·lícula a l'International Panorama of Independent Filmmakers d'Atenes, l'octubre de 2005.
El 2007 estrena el seu segon llargmetratge de ciència-ficció (PROXIMA) fora de concurs al Fantasporto (Festival Internacional de Cinema de Porto) i al Sci-Fi-London (Festival de Cinema de Ciència-ficció de Londres). PROXIMA, una epopeia espacial protagonitzada, entre d'altres, pel mentalista Anthony Blake i l'actor Abel Folk és una pel·lícula més ambiciosa que no pas FAQ. El festival de cinema fantàstic de Tel-Aviv la nomina al premi ICON i el 2008 l'Associació Espanyola de Fantasia, Ciència-ficció i Terror la nomina al Premi Ignotus a la millor pel·lícula de gènere fantàstic del 2007.
El 2007 aplega els tres curtmetratges més estranys i underground dins el CODEX ATANICUS, una antologia que porta rebrà la reacció entusiasta dels crítics independent nord-americans. Aquest mateix any crea amb els realitzadors Albert Pons, Víctor Conde i El Chico Morera el projecte col·lectiu Pulque 51, que consisteix en el rodatge de quatre curtmetratges amb l'objectiu de promocionar l'actriu Arantxa Peña com la nova scream queen espanyola. Atanes dirigeix el curt anomenat, precisament, Scream Queen, protagonitzat entre d'altres per la mateixa Arantxa Peña, el preiodista i escriptor José Manuel Serrano Cueto (que s'interpreta si mateix) i l'actor Antonio Albella, exmembre del grup glam Loco Mía.
Posteriorment roda Maximum Shame, un llargmetratge fetitxista, musical, de ciència-ficció. Amb aquesta pel·lícula recupera l'esperit transgressor i underground del CODEX, que ja havia recuperat en part amb Scream Queen. Maximum Shame és un malson distòpic i fetitixista, fantàstic i musical, sobre la fi del món, el dolor i el plaer, l'èxtasi i el poder, protagonitzat per Ana Mayo, Marina Gatell i Ignasi Vidal. Va ser nominada a la Millor Pel·lícula de Llargmetratges al BUT Film Festival de Breda (Països Baixos) en 2010.
Com a escriptor ha publicat assaig, teatre, guió cinematogràfic i narrativa. A l'octubre de 2019 el seu llibre Magia del Caos para escépticos és Finalista als premis Guillermo de Baskerville en la categoria de No Ficció.

## Filmografia

### Llargmetratges
- 2004 - FAQ: frequently asked questions
- 2007 - Próxima[7]
- 2010 - Maximum Shame[8]
- 2012 - Gallino, the Chicken System[9]

### Curtmetratges, documentals i altres
- 1989 - La Ira
- 1990 - Morir de calor
- 1990 - Le descente à l'enfer d'un poète
- 1991 - Els Peixos Argentats a la Peixera, basat en la poesia escènica de Joan Brossa, co-dirigit amb Hermann Bonnín
- 1991 - The Marvellous World of the Cucu Bird
- 1991 - Romanzio in il sècolo ventuno, co-dirigit amb David Garcia
- 1992 - El Parc, basat en l'obra de Botho Strauß, co-dirigit amb Hermann Bonnín
- 1993 - La Metamorfosi de Franz Kafka, basat en el relat de Franz Kafka
- 1993 - El Tenor Mental
- 1995 - Tríptico (llargmetratge inacabat)
- 1995 - Metaminds & Metabodies
- 1996 - Morfing
- 1997 - Borneo
- 1998 - Die Sieben Hügel Rom's
- 1999 - Welcome to Spain
- 2000 - Cyberspace Under Control
- 2003 - Perdurabo
- 2007 - Codex Atanicus (antologia)
- 2008 - Made in PROXIMA
- 2009 - Scream Queen
- 2017 - Romance bizarro

## Obres de teatre estrenades
- 2011 - La cobra en la cesta de mimbre - (Dir. Carlos Atanes)
- 2011 - El hombre de la pistola de nata - (Dir. Juan José Afonso)
- 2013 - Secretitos - (Dir. Carlos Atanes)
- 2013 - El triunfo de la mediocridad - (Dir. Carlos Atanes)
- 2014 - Los ciclos atánicos - (Dir. Carlos Atanes)
- 2014 - La quinta estación del puto Vivaldi - (Dir. Marta Timón)
- 2015 - Un genio olvidado (Un rato en la vida de Charles Howard Hinton) - (Dir. Carlos Atanes)
- 2018 - La línea del horizonte - (Dir. Joaquín Hinojosa)
- 2018 - La incapacidad de exprimirte - (Dir. Amaya Galeote)
- 2019 - Antimateria - (Dir. Juan José Afonso)
- 2021 - Báthory - (Lectura dramatitzada a càrrec de Marta Timón)
- 2021 - Rey de Marte - (Lectura dramatitzada dirigida per Juan José Afonso)

### Peces curtes per microteatre
- 2012 - La lluvia - (Dir. Carlos Atanes)
- 2012 - La depredadora - (Dir. Carlos Atanes)
- 2013 - Romance bizarro - (Dir. Carlos Atanes)
- 2013 - Necrofilia fina - (Dir. Carlos Atanes)
- 2014 - El vello público - (Dir. Carlos Atanes)
- 2014 - El grifo de 5.000.000 euros - (Dir. Carlos Atanes)
- 2015 - Porno emocional - (Dir. Carlos Atanes)
- 2015 - Santos varones - (Dir. Carlos Atanes)
- 2015 - Caminando por el valle inquietante - (Dir. Carlos Atanes)
- 2016 - Love is in the box - (Dir. Carlos Atanes)
- 2016 - La abuela de Frankenstein - (Dir. Lita Echeverría)
- 2017 - Pasión mostrenca - (Dir. Lita Echeverría)
- 2017 - Sexo y tortilla - (Dir. Darío Frías)
- 2018 - Chéjov bajo cero - (Dir. Juanjo del Junco)
- 2019 - A Praga y vámonos - (Dir. Lita Echeverría)
- 2019 - ¿Hasta cuándo estáis? - (Dir. Alicia González)

## Obra literària
- 2001 - Combustión espontánea de un jurado - Novel·la (ISBN 978-1-4752-4148-8)
- 2002 - Confutatis Maledictis - Novel·la (ISBN 978-1-4348-1901-7)
- 2002 - La cobra en la cesta de mimbre - Teatre (ISBN 978-1-4348-1902-4)
- 2003 - El hombre de la pistola de nata - Teatre (ISBN 978-1-4348-1903-1)
- 2007 - Los trabajos del director - Assaig (ISBN 978-1-4348-1870-6)
- 2013 - Aleister Crowley en la Boca del Infierno - Guió cinematogràfic (ISBN 1483946649)
- 2017 - Un genio olvidado (Un rato en la vida de Charles Howard Hinton) - Teatre (ISBN 978-1546636892)
- 2018 - Demos lo que sobre a los perros - Assaig (ISBN 978-1721253517)
- 2018 - Magia del Caos para escépticos - Assaig (ISBN 978-8494911347)
- 2021 - Filmar los sueños - Assaig (ISBN 978-84-123896-8-5)
- 2024 - Querida - Vom Leid und der Selbstermächtigung einer Puppe - Novel·la (amb l'artista Jan van Rijn. ISBN 978-3-9826372-0-4)
- 2024 - Antimateria - Teatre (ISBN 978-84- 10060-21-0)
- 2024 - Perplejidad - Novel·la (ISBN 978-84-128410-7-7)

### En llibres col·lectius
- 2010 - La Bestia en la pantalla. Aleister Crowley y el cine fantástico (Diversos autors) - Assaig (ISBN 978-84-89668-84-3)
- 2016 – In the Woods & on the Heath (amb l'artista Jan van Rijn. Edició limitada)
- 2019 - De Arrebato a Zulueta (Diversos autors) - Assaig (ISBN 978-8412049312)
- 2020 - Space Fiction: Visiones de lo cósmico en la ciencia ficción (Diversos autors) - Assaig (ISBN 978-8412049664)
- 2020 - Eyes Wide Shut (Diversos autors) - Assaig (ISBN 978-8412187465)
- 2020 - Cine que hoy no se podría rodar (Diversos autors) - Assaig (ISBN 978-8412271607)
- 2021 - La invasión de los ultracuerpos, de Philip Kaufman (Diversos autors) - Assaig (ISBN 978-8412049374)
- 2022 - Monstruos (Diversos autors) - Assaig (ISBN 978-84-18941-61-0)
- 2022 - Querida - A Doll's Tale of Misery and Liberation (amb l'artista Jan van Rijn. Edició limitada)